# 2010年バンクーバーオリンピックのアメリカ合衆国選手団
2010年バンクーバーオリンピックのアメリカ合衆国選手団（2010ねんバンクーバーオリンピックのアメリカがっしゅうこくせんしゅだん）は、2010年2月12日から2月28日までカナダのブリティッシュコロンビア州バンクーバー市で開催された第21回オリンピック冬季競技大会のアメリカ合衆国選手団とそのメダル獲得者の詳細。

## 概要
バンクーバー大会でアメリカ合衆国選手団は過去最多となる、金メダル9個、銀メダル15個、銅メダル13個の合計37個のメダルを獲得した。一国の選手団が冬季オリンピックの一大会で獲得したメダル数の合計としては、それまでの最高記録だった2002年ソルトレークシティオリンピックのドイツ選手団の合計36個を超えて、史上最多となった。
ノルディック複合の個人ラージヒル10kmではビル・デモンがアメリカ選手としてノルディック複合初の金メダルを獲得した。

## メダル獲得者
| メダル | 選手名 | 競技                 | 種目                     |
| ------ | --- | -------------------- | ------------------------ |
| 金     | ボディー・ミラー | アルペンスキー       | 男子スーパー複合         |
| 金     | リンゼイ・ボン | アルペンスキー       | 女子滑降                 |
| 金     | ビル・デモン | ノルディック複合     | 男子個人ラージヒル10km   |
| 金     | ハンナ・カーニー | フリースタイルスキー | 女子モーグル             |
| 金     | セス・ウェスコット | スノーボード         | 男子スノーボードクロス   |
| 金     | ショーン・ホワイト | スノーボード         | 男子ハーフパイプ         |
| 金     | シャニー・デービス | スピードスケート     | 男子1000m                |
| 金     | エヴァン・ライサチェク | フィギュアスケート   | 男子シングル             |
| 金     | スティーブン・ホルコム ジャスティン・オルセン スティーブ・メスラー カーティス・トマセビツ | ボブスレー           | 男子4人乗り              |
| 銀     | ボディー・ミラー | アルペンスキー       | 男子スーパー大回転       |
| 銀     | ジュリア・マンクーゾ | アルペンスキー       | 女子滑降                 |
| 銀     | ジュリア・マンクーゾ | アルペンスキー       | 女子スーパー大回転       |
| 銀     | ジョニー・スピレーン | ノルディック複合     | 男子個人ノーマルヒル10km |
| 銀     | ジョニー・スピレーン | ノルディック複合     | 男子個人ラージヒル10km   |
| 銀     | ブレット・キャメロタ トッド・ロドウィック ジョニー・スピレーン ビル・デモン | ノルディック複合     | 男子団体                 |
| 銀     | ジャレット・ピーターソン | フリースタイルスキー | 男子エアリアル           |
| 銀     | ハンナ・テッター | スノーボード         | 女子ハーフパイプ         |
| 銀     | シャニー・デービス | スピードスケート     | 男子1500m                |
| 銀     | ブライアン・ハンセン チャド・ヘドリック ジョナサン・クック トレバー・マルシカノ | スピードスケート     | 男子団体パシュート       |
| 銀     | メリル・デイヴィス チャーリー・ホワイト | フィギュアスケート   | アイスダンス             |
| 銀     | アポロ・アントン・オーノ | ショートトラック     | 男子1500m                |
| 銀     | キャサリン・ロイター | ショートトラック     | 女子1000m                |
| 銀     | デヴィッド・バッケス ダスティン・ブラウン ライアン・キャラハン クリス・ドルーリー ティム・グリーソン エリック・ジョンソン ジャック・ジョンソン パトリック・ケイン ライアン・ケスラー フィル・ケッセル ジェイミー・ランゲンブランナー ライアン・マローン ライアン・ミラー ブルックス・オーピック ザック・パリーゼ ジョー・パヴェルスキ ジョナサン・クイック ブライアン・ラファルスキ ボビー・ライアン ポール・スタスニー ライアン・スーター ティム・トーマス ライアン・ホイットニー | アイスホッケー       | 男子                     |
| 銀     | ブライアンヌ・マクローリン モリー・シャウス ジェシー・ヴェッター ケイシー・ベラミー ケイトリン・カホウ リサ・チェッソン モリー・エングストロム アンジェラ・ルッジェーロ ケリー・ウェイランド ジュリー・チュー ナタリー・ダーウィッツ ミーガン・ドゥガン ヒラリー・ナイト ジョセリン・ラムルー モニーク・ラムルー エリカ・ローラー ジゼル・マービン ジェニー・シュミチャル＝ポター ケリー・スタック カレン・サッチャー ジネル・ザウグ＝シェジージ                                   | アイスホッケー       | 女子                     |
| 銅     | ボディー・ミラー | アルペンスキー       | 男子滑降                 |
| 銅     | アンドルー・ウェイブレクト | アルペンスキー       | 男子スーパー大回転       |
| 銅     | リンゼイ・ボン | アルペンスキー       | 女子スーパー大回転       |
| 銅     | ブライオン・ウィルソン | フリースタイルスキー | 男子モーグル             |
| 銅     | シャノン・バーク | フリースタイルスキー | 女子モーグル             |
| 銅     | スコット・ラゴ | スノーボード         | 男子ハーフパイプ         |
| 銅     | ケリー・クラーク | スノーボード         | 女子ハーフパイプ         |
| 銅     | チャド・ヘドリック | スピードスケート     | 男子1000m                |
| 銅     | アポロ・アントン・オーノ | ショートトラック     | 男子1000m                |
| 銅     | J・R・セルスキー | ショートトラック     | 男子1500m                |
| 銅     | J・R・セルスキー サイモン・チョー トラビス・ジェイナー ジョーダン・マローン アポロ・アントン・オーノ | ショートトラック     | 男子5000mリレー          |
| 銅     | アリソン・ベイバー キンバリー・デリック アリソン・デュデク ラナ・ゲーリング キャサリン・ロイター | ショートトラック     | 女子3000mリレー          |
| 銅     | エリン・パック エラナ・マイヤーズ | ボブスレー           | 女子2人乗り              |